# Casekow
Casekow ([ˈkaːzəˌkoː]) è un comune di 1 841 abitanti del Brandeburgo, in Germania.

Appartiene al circondario dell'Uckermark ed è parte dell'Amt Gartz (Oder).

## Storia
Il 31 dicembre 2002 venne aggregato al comune di Casekow il soppresso comune di Biesendahlshof.

## Geografia antropica
Il comune di Casekow è suddiviso nelle seguenti frazioni (Ortsteil):
- Biesendahlshof
- Blumberg (con la località di Karlsberg)
- Casekow
- Luckow-Petershagen (con le località di Luckow e Petershagen)
- Wartin
- Woltersdorf